# South Ferry (ferry)
El South Ferry (en español, Ferry del Sur) fue un transbordador que conectaba Manhattan y Brooklyn, ciudad de Nueva York, Estados Unidos, uniendo la calle Whitehall (Manhattan) y la avenida Atlantic (Brooklyn) a través del río Este. Aunque el transbordador ya no opera, el nombre continúa en uso en la parte de Manhattan para el área de los alrededores de la calle Whitehall, donde atraca el Ferry de Staten Island (véase South Ferry (Manhattan)).

## Precedentes
El primer ferry con carácter regular entre las ciudades de Nueva York y Brooklyn, entonces independientes, se estableció en el siglo XVII, aunque la fecha exacta no puede precisarse. Este primer ferry del que se tiene noticia, hacía el recorrido entre las calles Broad, en Nueva York y Joralemon, en Brooklyn.
El 1 de agosto de 1795, un nuevo ferry fue establecido entre las calles Catherine, en Nueva York y Main, en Brooklyn. Debido a ello, al primero de los transbordadores se le llamó familiarmente Old Ferry (viejo transbordador) y, consecuentemente, New Ferry (nuevo transbordador) al recién establecido.

## Historia
La solicitud de operaciones para la compañía que posteriormente se conocería como South Ferry, se hizo en 1834, encontrándose con gran oposición, durando las discusiones para su aprobación alrededor de dos años. Entre las argumentaciones que el Comité encargado realizó, se encontraban que no se aprobaba una nueva concesión para una transbordador entre Nueva York y Brooklyn desde 1817 (siendo la última concesión hasta esa fecha para el conocido como Ferry de la calle Jackson) y, en ese tiempo, la población de la ciudad de Brooklyn aumentó de seis a veintitrés mil habitantes. Además, la demanda de personas que trabajaban en la ciudad de Nueva York y residían en la de Brooklyn y en el resto de Long Island creció exponencialmente.
Una vez aprobada la concesión se realizó el primer contrato el 1 de septiembre de 1835.
La South Ferry Company (Compañía del Ferry de Sur) comenzó sus operaciones el 16 de mayo de 1836 para conectar el Bajo Manhattan al Ferrocarril de Long Island, abierto un mes antes hacia Jamaica. La Fulton Ferry Company (Compañía del Ferry de Fulton), que entonces operaba sólo el transbordador de Fulton, se fusionó con la South Ferry Company en 1839 para formar la New York and Brooklyn Union Ferry Company (Compañía del Ferry Unificada de Nueva York y Brooklyn).
Posteriormente esta compañía se transformaría en la Union Ferry Company of Brooklyn, en 1851.
El 17 de diciembre de 1922, el municipio tomó control sobre la línea, que contaba con cada vez menos pasajeros y era deficitaria, debido a la apertura del metro y, anteriormente, los puentes que salvan los dos distritos municipales, fusionados en 1898. Finalmente, a principios de 1933, la línea fue suspendida por el municipio.